# The Bastardz
The Bastardz zagrebački je funk sastav osnovan 1990. godine.
Godine 1995. objavljuju svoj prvi diskografski uradak mini LP pod nazivom Your Love,  skladba "Tvoja Ljubav" ubrzo je osvojila prva mjesta na svim hrvatskim top ljestvicama. Dobitnici su nekoliko diskografskih nagrada Porin.

## Povijest sastava
Sastav je osnovan 1990. godine, a originalnu postavu činili su Zoran Jaeger Jex (električna gitara), Zvonimir Bučević (bas-gitara), Goran Markić (bubnjevi), Alan Bjelinski (klavijature) i Miha Hawlina (tenor saksofon). U tom sastavu nastupaju po lokalnim zagrebačkim klubovima te nastupaju kao "kućni sastav" u televizijskoj emisiji Top-Cup. Uz svoje originalne skladbe, snimaju i poznate strane hitove u funk stilu, a nastupaju redovito svakog četvrtka u klubu "Saloon". Sastav 1991. godine prestaje s radom da bi se ponovo okupio u ljeto 1995. godine. Sastav su tada činili Helena Bastić (vokal) Zvonimir Bučević - Buč (bas-gitara), Zoran Jaeger - Jex (gitara), Kruno Levačić (bubnjevi) i Gojko Tomljanović (klavijature). Iste godine sastav objavljuje mini LP pod nazivom Your love s vlastitim materijalom, od kojeg se najviše izdvaja pjesma "Tvoja ljubav". Pjesma je postala veliki radijski i TV hit te je ubrzo osvojila prva mjesta na hrvatskim top ljestvicama. Godine 1996. osvajaju diskografsku nagradu Porin u kategoriji debitant godine. Nakon toga, stjecajem raznih okolnosti sastav prestaje djelovati u toj postavi.
Nakon 1996. godine glavnu okosnicu sastava čine Lady Miss Helena (Helena Bastić) i gitarist i skladatelj Jex (Zoran Jaeger), dok se, uz njih, u bandu izmjenjuju ponajbolji hrvatski i strani glazbenici. Objavili su više studijskih albuma te osvojili tri diskografske nagrade Porin (debitanti godine, 1996., najbolja instrumentalna izvedba i najbolji album urbane klupske glazbe). Objavljivanjem svog prvog albuma hrvatskoj glazbenoj sceni predstavili su novi zvuk, što je rezultiralo poticanjem ideje o osnivanju specijalizirane diskografske kuće Aquarius Records. Također su imali veliki doprinos na pokretanju ideje festivala 'Lagano, lagano'.
Imaju česte nastupe na raznim jazz festivalima i koncertima u zemlji i inozemstvu. Do danas su realizirali desetak Top 10 uspješnica, isto toliko video brojeva, nekoliko studijskih albuma, jednu kompilaciju i jedan uživo album. Izvan sastava The Bastardz, Helena Bastić nastupa kao solistica klasične i jazz glazbe, a Jex svira s nekoliko uspješnih nizozemskih jazz/acid jazz sastava, s kojima je nastupao po čitavom svijetu. Također je nastupao i kao solist na koncertima s Big Bandom Hrvatske radio televizije, a 2006. i 2007. je nastupio na prestižnom Montreux Jazz Festivalu kao gitarist Saskia Laroo Banda, a od smrti Dina Dvornika, s kojim je često surađivao, svira u službenom Dino Dvornik Tribute Bandu. 
Godine 2006. Helena Bastić napušta The Bastardz, koji neko vrijeme surađuju s vokalnom solisticom Danijelom Pintarić. Dvije godine poslije, 2008. godine kao vokalna solistica u sastav dolazi Tasha (Natasha Petrić), s kojom, uz brojne goste, The Bastardz objavljuju svoj šesti album, pod nazivom The Bastardz 6, koji izlazi krajem 2010. u izdanju IDM Music. Od 2009. godine The Bastardz intenzivno surađuju s legendom svjetske funk i jazz funk scene, osnivačem kultne grupe Defunkt iz New Yorka, trombonistom Joseph Bowiem. Osim nekoliko turneja i većeg broja koncerata koje su "Mr. Defunkt"
Joseph Bowie & The Bastardz održali, na albumu The Bastardz 6 objavljen je i zajednički single, pjesma "Knock, knock", a u pripremi je i cijeli dugosvirajući zajednički materijal.     
Godine 2016. izlazi singl "Anđeli" na kojem gostuje vokalna solistica Daria Hodnik Marinković, a 2017. ostvaruju suradnju sa Željkom Banićem i grupom Songkillers u pjesmi "Pola meni, pola tebi". Osim originalne verzije postoji još i verzija u izvedbi The Bastardz & Songkillers featuring Radiofonik te remiks Davora Devčića pod nazivom "Pola meni, pola tebi" D 3 Rework. U listopadu 2020. izlazi singl "Što je svijet bez ljubavi" - The Bastardz feat. Mario Huljev, koji najavljuje izdavanje kompilacijskog albuma povodom 30. obljetnice osnivanja grupe i 25. godišnjice prvog diskografskog izdanja. Godine 2021. izlazi single “Pleši sa mnom”. U veljači 2022. godine objavljuju singlove “Sve je lako kad si gad” u kojem se u ulozi glavnog vokala pojavljuje Davor Gobac, a u lipnju objavljuju EP “Dance with me” koji uz naslovnu pjesmu u dvije vokalne i jednu instrumentalnu verziju, sadrži i remix pjesme “Anđeli” kojeg potpisuje Oleg Colnago. U veljači 2023. sastav izdaje singl “Mama Funky” u kojem se kao glavni vokal pojavljuje Zdenka Kovačiček. Za tu je pjesmu snimljen i video spot kojeg potpisuje Radislav Jovanov Gonzo.

## Diskografija

### Albumi
- 1995. - Your love (Aquarius Records, EP)
- 1996. - C’est Universal (Croatia Records)
- 1998. - The Groove Resistance (Croatia Records)
- 2000. - Muzika Ljubavi (Croatia Records)
- 2003. - Chronological (Memphis)
- 2003. - The Bastardz Go Jazzy Live (Memphis)
- 2010. - The Bastardz 6 (IDM)
- 2020. - The Bastardz 30 (Aquarius records)

### Singlovi
- 2016. - Anđeli featuring Daria Hodnik Marinković (Aquarius records)
- 2017. - Pola meni, pola tebi featuring Songkillers & Radiofonik (Aquarius records)
- 2017. - Pola meni, pola tebi D 3 Rework
- 2020. - Što je svijet bez ljubavi featuring Mario Huljev (Aquarius records/SIPA music)
- 2021. - Pleši sa mnom (Aquarius records)
- 2022. - Sve je lako kad si gad featuring Davor Gobac (Aquarius records)
- 2022. - Dance with me EP (Aquarius records)
- 2023. - Funky Mama featuring Zdenka Kovačiček (Aquarius records)
- 2024. -  Ljubav za sve nas (Aquarius records)
- 2024. - Love around the world (Aquarius records)
- 2024. - Sax around the world, ft. YWEK (Aquarius records)
- 2024. - Budala (Aquarius records)